# سيمون مور (لاعب كريكت بريطاني)
سيمون مور (15 يونيو 1974 - )  (بالإنجليزية: Simon Moore)‏ هو لاعب كريكت بريطاني. لعب مع Derbyshire Cricket Board ‏.